# Greenfield (Californië)
Greenfield is een plaats (city) in de Amerikaanse staat Californië, en valt bestuurlijk gezien onder Monterey County.

## Demografie
Bij de volkstelling in 2000 werd het aantal inwoners vastgesteld op 12.583.
In 2006 is het aantal inwoners door het United States Census Bureau geschat op 14.264, een stijging van 1681 (13,4%).

## Geografie
Volgens het United States Census Bureau beslaat de plaats een oppervlakte van
4,4 km², geheel bestaande uit land. Greenfield ligt op ongeveer 72 m boven zeeniveau.

## Plaatsen in de nabije omgeving
De onderstaande figuur toont nabijgelegen plaatsen in een straal van 40 km rond Greenfield.